# بيير بيج
بيير بيج هو منافس ألعاب قوى سويسري، ولد في 8 مارس 1927، وتوفي في 20 أكتوبر 2013.

## وصلات خارجية
- بيير بيج على موقع أوليمبيديا (الإنجليزية)